# Khao Lak
Khao Lak is een strandplaats aan de Andamanse Zee in de provincie Phang Nga in Thailand. De plaats ligt ongeveer 60 kilometer ten noorden van het eiland Phuket. Het staat bekend om zijn rustige stranden, ongerepte natuur en ontspannen sfeer, waardoor het een perfecte bestemming is voor reizigers die willen ontsnappen aan de drukte van de toeristische hotspots.

## Natuur en Stranden
De regio Khao Lak strekt zich uit over een lange kustlijn langs de Andamanse Zee en biedt een indrukwekkend landschap van witte zandstranden, turquoise wateren en weelderige groene bergen. Populaire stranden zijn onder andere Nang Thong Beach, Bang Niang Beach en Pak Weep Beach, elk met hun eigen charme en karakter.
Nang Thong Beach is het meest ontwikkeld en biedt een scala aan accommodaties, restaurants en winkels. Bang Niang Beach is iets rustiger en staat bekend om zijn relaxte sfeer en mooie zonsondergangen. Pak Weep Beach is een nog afgelegener strand, ideaal voor reizigers die willen genieten van rust en privacy.

## Nationaal Park Khao Sok
Een van de grootste trekpleisters in de omgeving van Khao Lak is het beroemde Khao Sok Nationaal Park, een van de oudste regenwouden ter wereld. Dit park biedt spectaculaire landschappen met kalkstenen rotsformaties, dichte jungle en het adembenemende Cheow Lan-meer. Bezoekers kunnen hier genieten van jungletochten, kajakken, wildlife-spotten en overnachten in drijvende bungalows op het meer.
Het park herbergt een verscheidenheid aan wilde dieren, waaronder gibbons, makaken, olifanten en zelfs zeldzame luipaarden. Voor natuurliefhebbers en avonturiers is een bezoek aan Khao Sok een absolute must.

## Similan- en Surin-eilanden
Voor duik- en snorkelliefhebbers zijn de Similan- en Surin-eilanden een paradijs. Deze eilanden, gelegen op ongeveer 60 kilometer van Khao Lak, behoren tot de mooiste duiklocaties ter wereld. De wateren rondom de eilanden zijn kristalhelder en bieden een overvloed aan kleurrijke koraalriffen, exotische vissen, schildpadden en zelfs walvishaaien.
De Similan-eilanden zijn beroemd om hun indrukwekkende onderwaterlandschappen met gigantische granieten rotsformaties, terwijl de Surin-eilanden bekendstaan om hun ongerepte koraalriffen en een grotere kans om mantaroggen en haaien te spotten. Beide eilandengroepen zijn alleen geopend voor toeristen van oktober tot mei om de natuur te beschermen.

## Culturele en Lokale Ervaringen
Naast de natuurlijke schoonheid biedt Khao Lak ook een aantal interessante culturele en historische bezienswaardigheden. Het Tsunami Gedenkteken in Bang Niang herinnert aan de verwoestende tsunami van 2004, die de regio zwaar trof.

Daarnaast kunnen bezoekers genieten van lokale markten, zoals de Bang Niang-markt, waar verse zeevruchten, tropisch fruit en handgemaakte souvenirs te vinden zijn. Voor een authentieke ervaring kunnen reizigers ook tempels en lokale vissersdorpjes bezoeken.

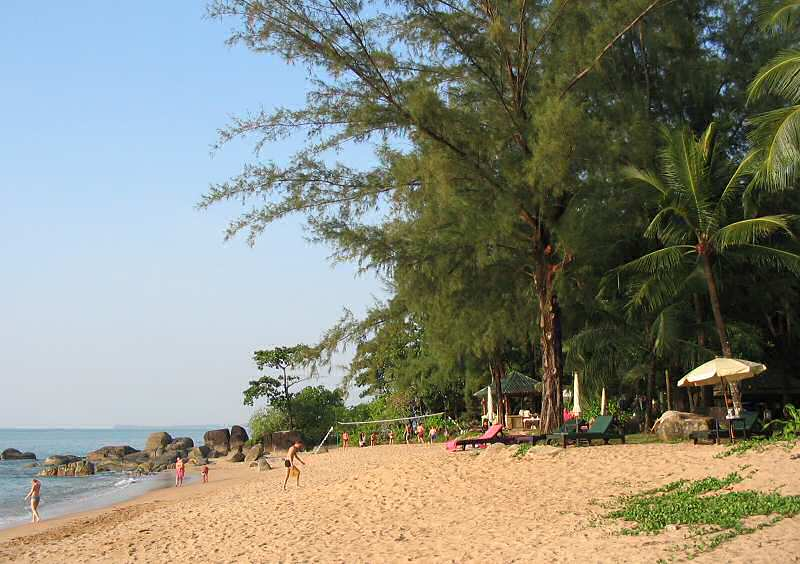
Khao Lak op 5 december 2004, 3 weken voor de ramp

## Tsunami's
Khao Lak was een van de gebieden die het zwaarst werden getroffen door de tsunami's die ontstonden als gevolg van de zeebeving bij Sumatra in december 2004. Een groot aantal buitenlandse toeristen werd hierbij getroffen. Het Sofitel-hotel (eigendom van de Franse Accor-groep) dat direct aan de kust lag bestond zoals de meeste resorts langs de kustlijn uit lage villa's en 2 verdiepingen tellende gebouwen. Door de ligging in laag gebied direct aan de kust had het binnendringende water hier vrij spel. Over de vijf kilometer lange kustlijn was het grootste deel van de resorts weggespoeld tot tegen de hoger gelegen hoofdweg. Ongeveer 6.000 Thai, werkers uit Birma en buitenlandse toeristen kwamen hier om het leven. De evacuatie der buitenlanders kwam vrij snel op gang door de inzet van Thaise hulpverleners. De speelfilm The Impossible over een gezin op vakantie wat elkaar kwijtraakt door de enorme vloedgolf speelt zicht af in Kao Lak en is ook hier opgenomen.

### Koninklijke dode
Prinses Ubol Ratana en haar zoon Bhumi Jensen verbleven in het zwaargetroffen hotel. Bhumi Jensen, 21 jaar oud, speelde op het strand samen met twee politieagenten toen de eerste golf kwam; hij kwam om. De prinses zelf bevond zich in het hotel en kon ternauwernood aan de dood ontsnappen.